# فرانسوا روسو
فرانسوا روسو هو طبيب كندي، ولد في 1946.